# Нелсон
Нелсон је град на Новом Зеланду. Смештен је у региону Нелсон на Јужном острву у Тасмановом заливу.
Нелсон је основан 1841. што га чини другом најстаријом насеобином на Новом Зеланду. Име је добио по британском адмиралу Хорацију Нелсону.

## Становништво
| 2001.  | 2006.  | 2013.  |
| ------ | ------ | ------ |
| 41.565 | 42.888 | 46.437 |